# Вентури, Маурицио
Маурицио Вентури (итал. Maurizio Venturi; род. 2 октября 1957, Брешиа, Ломбардия) — итальянский футболист, центральный защитник.

## Биография
Маурицио Вентури родился 2 октября 1957 года в итальянском городе Брешиа.
Играл в футбол на позиции центрального защитника. В сезоне-1976/77 был впервые включён в заявку «Брешии», выступавшей в Серии B, но не провёл ни одного матча.
В сезоне-1977/78 защищал цвета «Больцано» в любительской Третьей категории, провёл 35 матчей, забил 1 гол. После этого вернулся в «Брешию», в составе которой провёл три сезона подряд — два в Серии B, а сезон-1980/81 — в Серии А, в котором провёл 30 игр.
В 1981 году перешёл в «Милан». В течение сезона сыграл за красно-чёрных 13 матчей в чемпионате Италии и стал обладателем Кубка Митропы. По ходу сезона также выступал за «Брешию», снова игравшую в Серии B.
В 1982 году перебрался в «Палермо», где за два сезона в Серии B сыграл 62 матча и забил 1 гол.
Последние три сезона карьеры провёл также в Серии B в составе «Кальяри». На счету Вентури 93 матча и 3 мяча.
В 2008—2010 годах работал тренером по технике в «Дженоа».

## Достижения

### Командные
«Милан»
- Кубок Митропы (1): 1982.